# 宇宙戰士
《宇宙戰士》是日本葦Production與國際映畫社（現已放棄本片著作權）共同製作，自1980年6月30日至1981年1月25日間於東京電視台（當時：東京12チャンネル）每週一18:45～19:15（至第13集止）、19:00～19:30（第14～18集）、星期日7:00～7:30（自第19集起），於無線電視上播出31集（原本總共預定製作39集，實際卻只製作至第34集）的機器人動畫。
台灣於1990年（民國79年）7月6日至1991年（民國80年）3月1日間，由中視引進於每週五下午5:30～6:00時段，連同日本首播時未播出的集數一起播放；並在1997年至1998年間，曾在有線頻道東視育樂台及中都卡通台以《太空勇士》之名重播，之後由潛力精緻影音有限公司以「聽音辯字」的方式，將國語錄音版本重新打上字幕在市面上發售「雙語」版本VCD（外盒標示為『全套34集』，但內容卻未收錄第11集，僅有33集而已），近年來更自2008年內開始於中華電信MOD平台上的靖天卡通台再度重播。

## 故事
西元2100年，邁入22世紀的人類，在宇宙開發的區域已包羅了整個的太陽系，同時正在不斷的進步與繁榮。可是一艘從S-1號星前來的太空船的突然造訪，很可能就要將這的一切景象改變了，使地球順遂的命運遇到轉捩的危機……。

## 登場人物／配音
配音資料基本標記方式為「電視版／電影版（或其他版本）」。

### 地球

#### 世界連盟[2]
莫甘（配音：稻葉實／大宮悌二）
古將軍的上司。富有責任感凡是以大局為重的現實主義者，因而時常在策略上的看法與藍天鷹相左，最後於第33集中堅持與聯盟總部共存亡而遭洪水沖走殉職。
哈曼（配音：堀勝之祐）
聯盟的優秀將軍。在其看似冷酷的行事風格下，對於評斷人事具有相當的慧眼。最初自第12集以監視古將軍的身分登場，更在第33集莫甘喪命後接下重任，帶領著聯盟所剩的殘兵弱將繼續奮戰；最後於未製作的第37集中揮軍實行自殺行動慷慨就義。
方少校
登場於第26集參加藍天鷹成立10週年酒會的聯盟軍事委員長。
（配音：島津冴子／鈴木富子）
歐利瑪之妹；服務於聯盟總部附屬醫院的護士。
羅伊（配音：三矢雄二）
艾美的未婚夫；聯盟的運輸船飛行員。
吉兒‧歐布萊
雷太的昔日同學。在第25集登場前已遭四次元生物亞美斯（アメーダス）殺害身亡。

##### 藍天鷹（）
（配音：石森達幸／堀勝之祐）
藍天鷹的司令官。平時對部屬十分體恤有著溫和的為人，在公務上也能在必要時刻有所堅持。最後在第34集駕著迷你巴羅沙邦號帶著受阿力巴拉軍攻擊所引起外洩熔解質，衝往敵軍母艦展開自殺式攻擊壯烈赴死（電影版則於土星決戰與基地一同犧牲）。
（配音：加川三起（現：鳳芳野）／此島愛子）
藍天鷹的科學開發局長。因過去遭逢男友赫然轉變的傷痛，使其為了忘卻一切而傾注於研究。在未製作的集數裡繼承古將軍信念率領團隊急赴土星進行最後決戰（電影版則安排共同搭乘宇宙戰士，指揮破壞要塞中樞爐的作戰）。
馬林‧雷鋼（配音：鹽澤兼人／山崎たくみ（電玩《超級機械人大戰》系列））
本作男主角，S-1號星科學家雷鋼博士之子，遭阿芙麗雅嫁禍成為殺害母星皇帝的兇手。為了父親雷鋼博士生前的遺命，阻止岡多拉的野心，駕駛著巴羅沙邦號棄而不捨地緊追在葛杜之後，因而一同捲入時空風暴抵達地球。在跨越眾人的諸多不信任後成為了藍天鷹的成員。
（配音：鈴木清信／田中秀幸）
青雲號的主駕駛者。平時看似有點吊兒郎噹，事實上行動卻很有原則。有著從飢餓中掙扎過來的慘淡童年，因而對於相依為命的妹妹愛護有加，並將這份情感轉化成思慕之情投射至與她年齡相仿的潔蜜身上。
（配音：玄田哲章）
陽光號 的駕駛者，數十年前被廢棄月球都市的後代（此設定在電影版中被廢除）。性格衝動莽撞，時常輕易冒火，對於馬林有著從極度疑慮到百般信賴的轉變。最後於電視版未製作的第38集中受敵砲火的集中攻擊而鞠躬盡瘁（電影版中並未死亡）。
（配音：横沢啓子／潘惠子）
藍天鷹的成員，偶爾會與歐利瑪共同搭乘青雲號出任務，或在宇宙戰士機組人員缺席時遞補駕駛。當初唯一沒有排擠馬林的人物，並在劇中逐而對他產生深深的愛意。母親在潔蜜幼年時即去世，在第8集才得知自己素未謀面的父親，竟然就是巴特（バード）國王。
（配音：井上和彥）
登場於電視版第29集與電影版的艾拉博士昔日學生。因對恩師有著超越師倫的仰慕之情，而自願成為巴羅沙邦號的候補駕駛。最後為了炸燬遮蔽地球陽光的佳米（ガニメド）衛星，毅然搭乘沙克一號進行特攻作戰而自我犧牲。
亞倫（配音：古川登志夫）
連盟派駐於藍天鷹的技師。於第5集中因家鄉遭敵人摧毀，違命駕機而被判死刑。最後在克茵士丹博士的努力下以冷凍睡眠延續生命；而後在電視版未製作的第36集故事中曾一度再次甦醒。

#### 其他
尼特（配音：綏片達雄）
登場於電視版的克茵士丹博士舊情人；真空炸彈（ロストスペース・ボム）的開發者。
巴特（配音：大木民夫（第9集、電影版）、井上和彦（青年時代）、銀河萬丈（第27、33集））
北非尼爾（レニア）國王；潔蜜的生父。
安妮（配音：增山江威子（第15集）、小山茉美（第33集））
登場於電視版，有「響尾蛇」綽號的世界廣播局報導組長。於第15集中曾異想天開地想促成雙方進行停戰會議，無料卻反而淪為阿力巴拉軍向地球的正式宣戰。最後在第33集洪水災難後仍堅守崗位，報導至最後一刻……。
邱藍（配音：松村彦次郎）
亞空間研究權威；克茵士丹博士的恩師。

##### 六人小組
在第20集中聯盟為剷除擁核彈自重的第三帝國首腦，由馬林帶領使用舊式武器的死囚好手們所組成的暗殺部隊。
克勞斯
被稱為「飛刀好手」。
基斯夫（配音：野村信次）
被稱為「機砲槍王」。
馬訓
被稱為「刀劍王」。
彬基
被稱為「神箭手」。
丹
被稱為「獨眼龍」。
喬
被稱為「斧頭老手」。

### 阿力巴拉（）
（配音：青野武／柴田秀勝）
原任軍部總司令的S-1號星總統。為了消弭母星已開發怠盡、病入膏盲的問題，而主張侵略其他星球。除去異議者後自擁為領袖，帶著子民踏上兩萬光年的旅途對地球進行侵略。最後在劇末帶著一千萬名冷凍睡眠中的殘存者，再度進行空間跳躍，尋找新的天地而去。
（配音：神保なおみ／戸田惠子（《超級機械人大戰》系列：永田亮子）
阿力巴拉軍的戰鬥司令官。手腕冷酷無情，對於葛杜有堅貞不二的忠誠。弟弟米蘭（ミラン，配音：井上和彦（第1、25集）、林一夫（第16集）、千葉繁（電影版））被馬林在情急下所殺，而成了與其有不共戴天之仇的仇家。最後在未製作的電視版第36集中受自軍攻擊，傷重而亡。電影版中則在劇末意外地對葛杜舉槍相向，但亦身受致命重傷，最後與馬林相會。
莉絲（配音：瀧澤久美子）
登場於電視版第22集的阿芙麗雅侍從；與勒比（ラトピ）是對戀人。
基度
登場於電視版第5集，搭乘鬥殺號（メガ・ドーザー）的指揮隊長。
德利（配音：木原正二郎）
登場於電視版第6集，搭乘鑽地坦克車（モグサー）的指揮隊長。
卡洛（配音：伊武雅之（現：伊武雅刀）／木原正二郎）
登場於電視版第8集與電影版的喜馬拉雅山要塞的領導隊長。
崔曼（配音：矢田耕司）
登場於電視版第11集，因敗逃而遭戒律處死的幹部。
迪可斯（配音：神谷明／寺田誠（現：麥人））
登場於電視版第17、18集，策動招降馬林的幹部。
魯夫（配音：戶谷公次）
登場於電視版第20、21集，與世界連盟的殘存士兵聯手組成『第三帝國』的戰鬥隊長。
勒比（配音：古川登志夫）
登場於電視版第22集，搭乘普洛里（ブロリラー）的侍衛隊長。
約克（配音：古川登志夫）
登場於電視版第24集的指揮隊長。
巴婁斯（配音：飯塚昭三）
登場於電視版第24集，搭乘考巴斯號（ガメバリウス）的指揮隊長。
羅曼（配音：村山明）
登場於電視版第27集，企圖詐降的戰車隊長。
弗立克（配音：鈴置洋孝／藤原啓治（《超級機械人大戰》系列））
登場於電視版第10集，駕駛銀鯊魚號（シルバーシャーク）企圖投奔地球卻反遭利用的馬林昔日摯友。
海查（配音：曾我部和行）
登場於電視版第25集，計劃暗殺葛杜的殺手；在軍校時代曾經追求過阿芙麗雅。

## 主要機體

### 世界連盟[2]
- 金剛號（ガムジャード）

登場於第17、18集中，聯盟參考宇宙戰士的構造所造的秘密兵器；最後卻在阿力巴拉軍揭開詐敗的真面目後被輕鬆摧毀。

#### 藍天鷹（ブルーフィクサー）基地
駐紮於南美的藍天鷹根據地。擁有著航行於陸海空甚至於宇宙的功能；於第24集為了爭取宇宙戰士進行強化改造的時間，昇空離開原陣地，開始不固定轉戰於各地隱庇。在電視版未製作的劇集與電影版裡最後於土星的決戰中與敵軍撞擊而毀。
- （バルディオス）

在克茵士丹博士主導之下由青雲號（バルディプライズ）、陽光號（キャタレンジャー） 與改造後的巴羅沙邦號（パルサバーン）三機組合而成的巨大機器人。可藉由巴羅沙邦號（パルサ。バーン）獨有的航行能力進入、脫離亞空間並能滯留其內5分鐘進行作戰；更在第24集中因受損而順勢施加強化而獲得大幅的提升。
武裝：
- 劍（パルサーベル）

- 肩射砲（ショルダーキャノン）

- 亞空間／巴爾光束（亜空間ビーム／バルビーム）

- 飛彈（バルディミサイル）

- （サンダーフラッシュ）

- 鏈錘（バルディクラスター）

- 飛刀（バルディカッター）

- 防護罩（ベストリンガー）

- 3D分身（3D-バルディ）

- 亞空間動力（亜空間シャワー）

- （パルサーベル・ドリンギング）

巴爾劍衍生招，從單劍變為二刀流。
- ・威力全開（サンダーフラッシュ・フルパワー）

- バルディロイザー

小說版登場的絕技，於機戰Z重現，以全能量解放衝向敵機特攻，在敵機內部中分離，要是稍有閃失，對巴爾帝歐斯本身造成大損傷，是非常危險的絕技。
- 巴羅沙邦號（パルサバーン）

馬林搭乘來到地球，以『引擎熱線（パルサ・ビーム）』作為動力的戰機；為其父親過世前所遺留給他的遺物。為劇中初始地球方面唯一能夠掌握的亞空間技術的關鍵，在經改造後變為組成巴爾迪歐斯的身體中樞部位。
- 青雲號（バルディ・プライズ）

藍天鷹所開發的複座式戰機；駕駛艙內部設有足以容納多數人的廣闊空間。在經改造後變為組成巴爾迪歐斯的右腳部位。
- 陽光號（キャタレンジャー）

藍天鷹所開發的單座式坦克型戰機。在經改造後變為組成巴爾迪歐斯的左腳部位；最後於電視版未製作的第38集中燒毀。
- 迷你巴羅沙邦號（ミニパルサバーン）

首度露面於第32集中，可以於亞空間飛行的偵察機。組合於巴爾迪歐斯背部後能夠以聲控方式來介入操縱；最後於第34集中在古將軍的駕駛下與敵方玉石俱焚。
- 凱旋號（バルコプター）

藍天鷹所使用的小型飛行載具；於巴爾迪歐斯體內也有搭載。
- 克沙1號（フィクサー1）

登場於電視版第30集與電影版的破壞火箭；最後由迪波特從容就義的操縱化為照耀戰場的光芒……。

### 阿爾特巴羅（アルデバロン）
- 亞空間要塞阿爾可（アルゴル）

S-1號星載有3億5000萬人的超巨型移民船艦；同時也是阿力巴拉軍長期駐於亞空間內的根據地。最後於電視版未製作的第37集與電影版因能源不足而在木星附近顯現。
- 母艦

阿力巴拉軍於各集進行作戰所使用的戰艦。在電影版中也被冠上了『阿爾可（アルゴル）』一名。
- 葛杜堡壘（スピリット・ガットラー）

阿力巴拉軍的主艦；葛杜的個人專機。登場於第34集中，在葛杜御駕親征時受到古將軍傳送來熔解質擊沉。
- 灰狗飛碟（透明円盤）

阿力巴拉軍的制式戰鬥機。

## 動畫

### 工作人員
- 製作：壺田重三
- 企劃：佐藤俊彦、壺田重夫
- 導演：廣川和之／鳥海永行（電影版）
- 原作構成：酒井昭義
- 編劇：酒井昭義、首藤剛志、筒井ともみ 等
- 人物設計：上條修
- 機械設計：佐藤元／龜垣一（電影版）
- 作畫監督：田中保（上條修）、神宮慧、多賀一弘、飯野皓、海野金太、本橋秀之／芦田豊雄（電影版）
- 美術監督：新井寅雄
- 音樂：羽田健太郎

### 主題歌
- 電視版

- 片頭曲

（作詞：保富康午／作曲、編曲：羽田健太郎／演唱：伊勢功一）
台灣中視播出時只僅播放巴爾迪歐斯的合體畫面並配合「合體時的配樂」版放映。
- 插曲

（作詞：保富康午／作曲、編曲：羽田健太郎／演唱：平伊佐夫）
（作詞:保富康午／作曲、編曲：羽田健太郎／演唱：川島和子）
- 片尾曲

（作詞：保富康午／作曲、編曲：羽田健太郎／演唱：伊勢功一）
- 電影版

- 主題曲

（作詞、作曲：上田雅利／演唱：TONY）
『Sea Wind』（作詞：上田雅利／作曲:佐藤真紀／演唱：TONY）
- 挿曲

（作詞：保富康午／作曲、編曲：羽田健太郎／演唱：戶田恵子）
（作詞:保富康午／作曲、編曲：羽田健太郎／演唱：戶田恵子）

### 電視版

#### 劇集列表
第35～39集當時實際上僅製作至劇本與分鏡完成階段，並未拍出成品。
|    | 原文標題                   | 中視標題                   | VCD標題                    |
| -- | -------------------------- | -------------------------- | -------------------------- |
| 1  | 孤独の追跡者               | 孤獨的訪客                 | 遠離家園                   |
| 2  | パルサバーンの秘密         | 巴羅沙邦號的秘密           | 造訪地球                   |
| 3  | スパイの烙印               | 奸細的烙印                 | 沮喪的心情                 |
| 4  | 亜空間突入の日             | 加強戒備                   | 未命名                     |
| 5  | 甦える復讐者               | 復仇者的代價               | 失親之痛                   |
| 6  | 灼熱の決死圏               | 決戰地底                   | 友情的可貴                 |
| 7  | 愛の墓標                   | 愛的墓誌                   | 復仇之死                   |
| 8  | ヒマラー山脈の決闘         | 雪嶺決鬥                   | 基地要塞                   |
| 9  | めぐり逢い、そして…        | 父女情                     | 骨肉親情                   |
| 10 | 我が友 亜空間に散る        | 友情                       | 愛好和平                   |
| 11 | 情無用の戒律               | 鐵的戒律                   | －－－－                   |
| 12 | 世界連盟から来た男         | 公而忘私                   | 從世界連盟來的人           |
| 13 | 想い出のリトルジャパン     | 月球都市                   | 月球都市                   |
| 14 | さらば愛しの妹よ           | 反間諜                     | 機密任務                   |
| 15 | いつわりの平和会議         | 停戰會議                   | 將心比心                   |
| 16 | 悪夢からの脱出             | 噩夢                       | 精神的力量                 |
| 17 | 裏切りと暗殺の旅路 前編    | 惡運                       | 攻於心計                   |
| 18 | 裏切りと暗殺の旅路 後編    | 歸來                       | 心防戰                     |
| 19 | 亜空間に架ける橋           | 彗星危機                   | 星球之謎                   |
| 20 | 甦った悪魔 前編            | 第三帝國                   | 核能之戰                   |
| 21 | 甦った悪魔 後編            | 甦醒的惡魔                 | 核彈危機                   |
| 22 | 特攻メカ・ブロリラーの挑戦 |                            | 亡命鴛鴦                   |
| 23 | マリン、日本を救え!        | 違命出征                   | 聲東擊西                   |
| 24 | バルディオス・パワーアップ | 增強戰力                   | 重生                       |
| 25 | ガットラー暗殺計画         | 暗殺計劃                   | 暗殺總統                   |
| 26 | 謎の宇宙生命体             | 不明生命體                 | 四次元生命體               |
| 27 | 私が信じたスパイ           |                            | 逃過一劫                   |
| 28 | 決死のランデブー飛行       |                            | 解除危機                   |
| 29 | 地球氷河期作戦             |                            | 壯烈犧牲                   |
| 30 | 地球不毛の日               |                            | 糧食問題                   |
| 31 | 失われた惑星               |                            | 龍爭虎鬥                   |
| 32 | 破滅への序曲 前編          |                            | 人造太陽                   |
| 33 | 破滅への序曲 後編          |                            | 空前浩劫                   |
| 34 | 地球の長い午後             |                            | 決一死戰                   |
| 35 | アフロディアに花束を（前） | アフロディアに花束を（前） | アフロディアに花束を（前） |
| 36 | アフロディアに花束を（後） | アフロディアに花束を（後） | アフロディアに花束を（後） |
| 37 | 亜空間要塞最後の日         | 亜空間要塞最後の日         | 亜空間要塞最後の日         |
| 38 | 雷太よ 明日を救え!!        | 雷太よ 明日を救え!!        | 雷太よ 明日を救え!!        |
| 39 | 永遠への旅立ち             | 永遠への旅立ち             | 永遠への旅立ち             |

### 電影版
於1981年12月19日以電視版為基礎濃縮「改編」至大螢幕上映。故事焦點放置在馬林與阿芙麗雅兩人的恩怨情仇，以剪輯部分電視版的畫面與補完未製作劇集的新繪片段所構成。

## 小說
總共有發行3種版本各自分為上下集的小說。
- 『朝日SONORAMA－SONORAMA文庫』　著：酒井昭義

補完電視版第32集之後劇情的小說。
- 『文化出版局－POKET MATES』　著：若桜木虔

電視版的小說。
- 『集英社－COBALT文庫』　著：北見徹

電影版的小說。

## 遊戲
本作並無製作遊戲，於超級機器人大戰Z以及第二次超級機器人大戰Z 破界篇/再世篇參戰

## 註腳
1. ↑  日本首播時實際播出集數為1～30、32集，但第35集之後已製作至分鏡稿完成階段。
2. 1 2  在中視的國語錄音版本中被譯為『宇宙聯盟』。

## 外部連結
- 台灣電視資料庫 無線[永久]
- 台灣電視資料庫 有線[永久]
- エクシードチャージの亜空間からのメッセージ
- 獅子まる夫屋敷（页面存档备份，存于）